# Idade da Pedra
A Idade da Pedra é a fase da Pré-história na qual os seres humanos criaram ferramentas de pedra sendo então, a tecnologia mais avançada naquela época. A madeira, os ossos e outros materiais também foram utilizados (cornos, cestos, cordas, couro...), mas a pedra foi utilizada para fabricar ferramentas e armas, de corte ou percussão.
Contudo, esta é uma circunstância necessária, mas insuficiente para a definição deste período, já que nele tiveram lugar fenômenos fundamentais para o ser humano, quanto às aquisições tecnológicas (fogo, ferramentas, moradia, roupa, etc.), a evolução social, as mudanças do clima, a diáspora do ser humano por todo o mundo habitável, desde o seu berço africano, e a revolução econômica desde um sistema caçador-coletor, até um sistema parcialmente produtor (entre outras coisas).
O intervalo de tempo que abrange a Idade da Pedra é ambíguo, disputado e variável segundo a região em questão. Por exemplo, escavações mostraram que enquanto em certos lugares como a Grã-Bretanha se vivia na Idade da Pedra, em outros, como Roma, Egito e China, já se usavam os metais e conhecia-se a escrita. Alguns grupos humanos nunca desenvolveram a tecnologia do metal fundido e, portanto, ficaram numa idade de pedra até se encontrarem com culturas tecnologicamente mais desenvolvidas.
Em geral, acredita-se que este período começou na África faz 2,5 milhões de anos, com a aparição da primeira ferramenta humana (ou pré-humana). A este período seguiu-se o Calcolítico ou Idade do Cobre e, sobretudo, a Idade do Bronze, durante a qual as ferramentas desta liga chegaram a ser comuns; esta transição ocorreu entre 6000 a.C. e 2500 a.C..

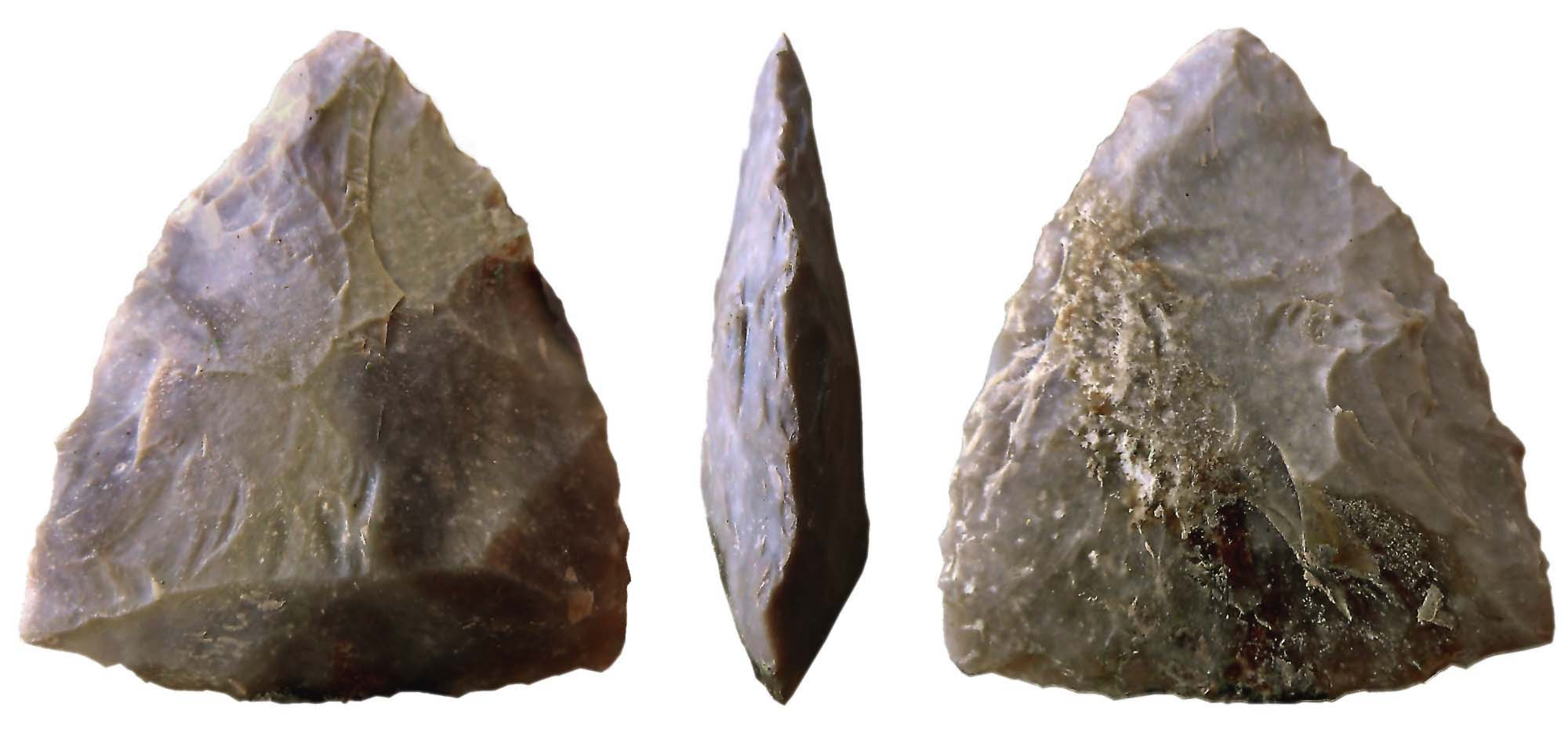
Biface triangular, ferramenta de pedra talhada.

Tradicionalmente vem-se a dividir a Idade da Pedra em Paleolítico (ou Idade da Pedra Lascada), com um sistema econômico de caça-coleta e Neolítico (ou Idade da Pedra Polida), no qual se produz a revolução para o sistema econômico produtivo e sedentário: agricultura e pecuária. Há um período intermédio chamado de Mesolítico, no qual usavam, ao mesmo tempo, instrumentos de pedra lascada e pedra polida. Os três períodos, por sua vez, encontram-se subdivididos.
Os vestígios mais antigos do Neolítico foram encontrados na Çatalhüyük e Jericó, datando de cerca, de 7000 a.C.. O sílex (rocha sedimentar) com que os humanos faziam ferramentas era tirado de minas, cortado e polido, transformando-se em ferramentas. Com um clima mais ameno, houve a possibilidade de cultivar, criar animais e construir casas, começando a viver em grupos maiores, muitas vezes em colinas fortificadas. Conheciam a cerâmica, faziam roupas, abriam caminhos e sepultavam os mortos sob pequenos montes.
Mesmo depois que o bronze e o ferro se tornaram conhecidos, os utensílios e o modo de vida da Idade da Pedra ainda permaneceram durante algum tempo.

## Significância histórica
A Idade da Pedra é praticamente contemporânea com a evolução do gênero Homo, com a única exceção sendo, possivelmente, bem em seu começo, quando espécies anteriores ao Homo podem ter fabricado ferramentas. O berço do gênero, de acordo com a idade e a localização das evidências atuais, é o Vale do Rift, especialmente no norte da Etiópia, onde é cercado por pradarias. O parente mais próximo entre os outros primatas ainda vivos, o gênero Chimpanzé, representa um ramo que continuou nas profundezas das florestas, onde os primatas evoluíram. O Rift serviu como um canal para o movimento em direção ao sul da África e também para o norte pelo Nilo, no Norte da África e pela continuação do vale em Levante até as vastas pradarias da Ásia.
A partir de há cerca de 3 milhões de anos, um único bioma se estabeleceu da África do Sul pelo vale, norte da África, e atravessando a Ásia até a China, que foi chamado recentemente de "Savanastão transcontinental". A partir das pradarias no Rift, os ancestrais do Homo sapiens encontraram um nicho ecológico e desenvolveram uma dependência em relação a ele. O Homo erectus, antecessor dos humanos modernos, tornou-se um "morador da savana equipado com ferramentas".

## Arqueologia da Idade da Pedra

### Início da Idade da Pedra

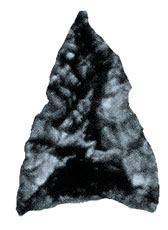
Ponta lítica de obsidiana.

As mais antigas ferramentas deste período foram feitas em pedra, dando origem ao nome. Em alguns sítios em Gona, Etiópia, nos sedimentos do Rio Awash, que serviu para datá-los. Todas as ferramentas vieram da Formação de Busidama, que localiza-se sobre uma desconformidade, ou camada ausente, que seria de há 2,9 a 2,7 milhões de anos. Os sítios mais antigos contendo ferramentas são datados de há 2,6 a 2,55 milhões de anos. Uma das condições mais intrigantes sobre esses sítios é que eles são do Plioceno tardio, em que antes de sua descoberta, pensava-se que as ferramentas surgiram apenas no Pleistoceno. Rogers e Semaw, escavadores na localidade, afirmam que:
"…os mais antigos construtores de ferramentas de pedra eram exímios escultores... As razões possíveis por trás dessa aparente transição abrupta da ausência de ferramentas de pedra para a sua presença incluem... lacunas no registro geológico."
Os escavadores estão confiantes que mais ferramentas serão encontradas em outro lugar, de há 2,9 milhões de anos. As espécies que fizeram as ferramentas do Plioceno permanecem desconhecidos. Fragmentos de Australopithecus garhi, Australopithecus aethiopicus e Homo, possivelmente Homo habilis, foram encontrados em sítios de idades aproximadas às das ferramentas mais antigas. Há entre 420 000 a 200 000 anos, humanos pré-históricos na caverna de Qesem preservaram o osso junto com a pele, por um período que pode durar muitas semanas. Os ossos eram usados como 'latas' que preservaram a medula óssea por um longo período, até a hora de tirar a pele seca, quebrar o osso e comer a medula.

### Fim da Idade da Pedra
O descobrimento da técnica de fundição de minério terminou a Idade da Pedra e começou a Idade dos Metais. O primeiro metal mais utilizado foi o bronze, uma liga de cobre e estanho, cada um sendo fundido separadamente. A transição da Idade da Pedra para a Idade do Bronze foi um período durante o qual as pessoas modernas podiam fundir o cobre mas ainda não eram capazes de obter o bronze, uma época chamada de Idade do Cobre, ou mais tecnicamente, o Calcolítico, "idade da pedra-cobre". O Calcolítico, por convenção, é o período inicial da Idade do Bronze e é, sem dúvidas, parte da Idade dos Metais. A idade do Bronze foi seguida pela Idade do Ferro. Durante todo o tempo, a pedra continuou em uso paralelamente com os metais em alguns objetos, incluindo aqueles que também eram usados no Neolítico, como a cerâmica de pedra.
A transição para o fim da Idade da Pedra ocorreu entre 6 mil a.C. e 2,5 mil a.C. para a maioria dos humanos que viviam no norte da África e na Eurásia. A primeira evidência de metalurgia humana data do período entre o 5º e o 6º milênio a.C. em sítios arqueológicos de Majdanpek, Yarmovac e Plocnik (machados de cobre de 5500 a.C. pertencentes à cultura Vincha) e a mina de Rudna Glava na Sérvia. O Ötzi, uma múmia de aproximadamente 3300 a.C. carregava consigo um machado de cobre e uma faca de pedra.
Em regiões como a África subsariana, a Idade da Pedra foi seguida diretamente pela Idade do Ferro. As regiões do Oriente Médio e do Sudeste Asiático saíram da Idade da Pedra, tecnologicamente, por volta de 6000 a.C.. A Europa e o resto da Ásia tornaram-se sociedades pós-Idade da Pedra por volta de 4000 a.C.. As culturas proto-incas da América do Sul continuam no nível da Idade da Pedra até 2000 a.C., quando o ouro, cobre e prata possibilitaram sua evolução, com o resto seguindo depois. A Austrália permaneceu na Idade da Pedra até o século XVII. A fabricação de ferramentas de pedra continuou. Na Europa e na América do Norte, mós continuaram bastante em uso até o século XX, e ainda são usados em muitas partes do mundo.

### O conceito de Idade da Pedra
O termo nunca foi usado para sugerir que o avanço e os períodos de tempo na pré-história são medidos apenas pelo tipo de material das ferramentas, mas sim, por exemplo, pela organização social, fontes de alimentos, adaptação ao clima, adoção da agricultura, cozimento, assentamento humano e religião. Assim como a cerâmica, a tipologia das ferramentas de pedra combinada com a sequência relativa dos tipos em várias regiões fornecem um quadro cronológico da evolução das sociedades humanas. Eles servem como diagnósticos de datas, ao invés de caracterizar as pessoas e a sociedade.
A análise lítica é uma grande forma de investigação arqueológica especializada. Ela envolve a medida das ferramentas de pedra para determinar sua tipologia, função e tecnologia envolvida. Ela inclui estudos científicos da redução lítica de matérias-primas, examinando como os artefatos foram feitos. A maioria desses estudos ocorrem em laboratórios com a presença de vários especialistas. Na arqueologia experimental, os pesquisadores tentam criar réplicas das ferramentas, a fim de entender como elas foram feitas. Flintknappers são artesãos que utilizam ferramentas afiadas para reduzir pedras de sílex em ferramentas de pedra.

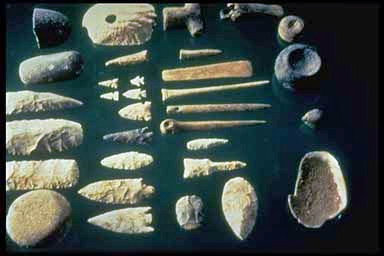
Uma variedade de ferramentas de pedra.

Além da análise lítica, os estudiosos da pré-história utilizam uma grande variedade de técnicas derivadas de múltiplos campos. O trabalho do arqueólogo em determinar o paleocontexto e a sequência relativa das camadas é suplementado pelos esforços do especialista em geologia em identificar camadas de pedra através do tempo geológico, do especialista em paleontologia em identificar ossos e animais, do palinologista em descobrir e identificar espécies de plantas, do físico e do químico nos laboratórios em determinar datas através de carbono-14, potássio-argônio e outros métodos. Os estudos da Idade da pedra nunca se focaram apenas nas ferramentas de pedra e na arqueologia, que são apenas uma forma de evidência. O foco principal sempre foi a sociedade e o povo físico a que pertenciam.
Apesar de sua grande utilidade, o conceito de Idade da Pedra tem suas limitações. O intervalo de datas desse período é ambíguo, disputado e variável de acordo com a região em questão. Enquanto é possível falar de um período da 'idade da pedra' geral para toda a humanidade, alguns grupos nunca desenvolveram a tecnologia de fundição de metal, permanecendo na 'idade da pedra' até eles encontrarem outras culturas tecnologicamente desenvolvidas. O termo foi criado para descrever as culturas arqueológicas da Europa. Ele pode não ser sempre o melhor termo em relação a regiões como algumas partes da Índia e Oceania, onde os agricultores e os caçadores-coletores usavam pedra para construir ferramentas até o começo da colonização europeia.
Os arqueólogos do final do século XIX e começo do século XX, que adaptaram o Sistema de Três Idades a suas ideias, esperavam combinar a antropologia cultural e a arqueologia de um jeito que uma específica tribo contemporânea pudesse ser usada para ilustrar o estilo de vida e crenças do povo com uma específica tecnologia da Idade da Pedra. Como uma descrição dos povos que vivem hoje, o termo idade da pedra é controverso. A Associação dos Antropólogos Sociais desencorajam seu uso, asseverando:
"Descrever qualquer grupo vivo como 'primitivo' ou 'da Idade da pedra' inevitavelmente implica que eles estão vivendo em algum estágio anterior do desenvolvimento humano por qual a maioria da humanidade já passou. Para alguns, isso poderia ser uma descrição positiva, implicando, por exemplo, que tais grupos vivem em uma maior harmonia com a natureza... Para outros, ... 'primitivo' é uma caracterização negativa. Para eles, 'primitivo' denota uso irracional de recursos e ausência de padrões intelectual e moral de sociedades humanas 'civilizadas'... Do ponto de vista do conhecimento antropológico, essas duas visões são igualmente fechadas e simplistas."

### O Sistema de Três Idades
Na década de 1920, arqueólogos sul-africanos que estavam organizando coleções de ferramentas de pedra daquele país observaram que eles não se encaixavam nos detalhes do Sistema de Três Idades. Nas palavras de J. Desmond Clark,
 "Logo se percebeu que a divisão em três partes da cultura em Idades da Pedra, Bronze e Ferro adotada no século XIX para a Europa não tinha nenhuma validade na África fora do vale do Nilo."
Consequentemente, eles propuseram um novo sistema para a África, o Sistema de Três Estágios. Tal sistema é válido para o norte da África; na África Subsariana, o sistema é o melhor. Na prática, o fracasso dos arqueólogos africanos em manter essa distinção na mente, ou explicar o que cada um significa, contribui para grandes equívocos presentes na literatura. Existem efetivamente duas Idades da Pedra, uma parte das Três idades e outra que constitui os Três estágios. Eles se referem aos mesmos artefatos e tecnologias, mas variam de acordo com a localidade e época.
O Sistema de três estágios foi proposto em 1929 por Astley John Hilary Goodman, um arqueólogo profissional, e Clarence van Riet Lowe, um engenheiro civil e arqueólogo amador, em um artigo intitulado "Culturas da Idade da Pedra na África do Sul" no jornal Anais do Museu Sul-africano. Até então, as datas do começo da Idade da Pedra, ou Paleolítico, e final da Idade da Pedra, ou Neolítico (neo = novo), eram muito sólidas e eram consideras por Goodwin como absolutas. Ele, então, propôs uma cronologia relativa de períodos com datas variáveis, que se chamaria de Idades da Pedra Inicial e Tardio. A Idade da Pedra Média não iria trocar de nome nem significaria Mesolítico.
A dupla, assim, reinventou a Idade da Pedra. Na África Subsaariana, entretanto, ela terminou com a intrusão da Idade do Ferro pelo norte. O Neolítico e a Idade do Bronze nunca ocorreram. Além disso, as tecnológicas incluídas nesses 'estágios', como Goodwin os chamava, não eram exatamente os mesmos. Desde então, os termos relativos originais passaram a se identificar com as tecnologias do Paleolítico e Mesolítico, então eles não eram mais relativos. Ademais, havia uma tendência de diminuiu o grau comparativo em favor do positivo: resultando em dois grupos de Idades da Pedra Inicial, Médio e Tardio com conteúdo e cronologias bem diferentes
Por um acordo voluntário, os arqueólogos respeitam as decisões do Congresso Pan-Africano de Pré-História, que se encontra a cada quatro anos para resolver assuntos de arqueologia trazidos a ele. Os delegados são internacionais; a organização leva o nome do tema. Louis Leakey sediou o primeiro evento em Nairobi, em 1947. Adotava-se o Sistema de Três Estágios de Goodman e Loew naquela época.

### Os problemas das transições
O problema das transições na arqueologia é um ramo do problema da continuidade da filosofia geral, que examina como objetos discretos de qualquer tipo e que são contíguos de qualquer modo podem ser presumidos que têm uma relação. Na arqueologia, a relação é de causalidade. Se pode se presumir que o período B descende do período A, deve existir uma fronteira entre A e B, ou fronteira A-B. O problema reside na natureza dessa fronteira. Se não existe nenhuma fronteira distinta, então a população de A repentinamente parou de usar os costumes característicos de A e passou a usar aqueles de B, um cenário improvável no processo de evolução. Uma fronteira de períodos mais realista, a transição A/B, existe, na qual os costumes de A gradativamente são abandonados e aqueles de B são incorporados. Se as transições não existissem, então não haveria qualquer prova de continuidade entre A e B.
A Idade da Pedra da Europa, tipicamente, está sem transições. Os criadores do moderno sistema de três estágios do século XIX e do começo do século XX reconheceram o problema da transição inicial, o vácuo entre o Paleolítico e o Neolítico. Louis Leakey forneceu uma parte da resposta ao provar que humanos evoluiram na África. A Idade da Pedra deve ter começado lá para ser levada repetidamente para a Europa pelas populações migrantes. As diferentes fases da Idade da Pedra, assim, poderiam aparecer lá sem nenhuma transição. O fardo sobre os arqueólogos africanos tornou-se ainda maior, pois agora eles precisavam encontrar as transações que faltavam na África. O problema é difícil e permanente.
Após sua adoção pelo Primeiro Congresso Pan-africano, em 1947, a cronologia dos três estágios foi alterada pelo Terceiro Congresso em 1955 a fim de incluir um primeiro período intermediário entre o Inicial e o Médio, para abranger as tecnologias Fauresmith e Sangoan, e o segundo período intermediário entre o Médio e o Tardio, para englobar a tecnologia Magosian e outras. A base cronológica, por definição, era inteiramente relativa. Com a chegada dos meios científicos para encontrar uma cronologia absoluta, os dois períodos intermediários se transformaram em fogo-fátuo. Eles eram, na verdade, Paleolítico Médio e Paleolítico Inferior. O fauresmith hoje é considerado ser uma fácies da cultura Acheuliana, enquanto Sangoan é uma fácies de Lupemban. Magosian é "uma mistura artificial de dois diferentes períodos.".
Uma vez questionado seriamente, os períodos intermediários não esperaram pelo próximo Congresso Pan-africano, daqui a dois anos, mas foram rejeitados oficialmente em 1965 (novamente em uma base consultiva) pela 29ª Conferência de Burg Eartenstein, Investigação Sistemática do Terciário Tardio e Quaternário Africanos, uma conferência de prestígio em antropologia organizada pela Fundação Wenner-Gren, no Castelo de Burg Wartenstein, que na época pertencia à Áustria, que contou com os mesmos especialistas chaves que compareceram o Congresso Pan-africano, incluindo Louis Leakey e Mary Leakey, que entregou uma apresentação piloto de sua análise tipológica das ferras da Idade da Pedra Inicial, a ser incluída em sua contribuição de 1971, Olduvai Gorge, "Excavations in Beds I and II, 1960-1963.".
Entretanto, apesar de os períodos intermediários terem sido superados, a busca pelas transições continuou.

## Cronologia

Correlação entre temperatura e tempo pelos últimos 5 milhões de anos. Ao invés dos esquemas simplistas de "Primeiro Glacial", "Primeiro Interglacial" etc. do final do século XIX e começo do século XX, uma onda cíclica complexa aparece nas evidências climatológicas. A Idade da Pedra começou onde a tendência geral de temperatura começou a cair. Há entre 2,7 a 5 milhões de anos localiza-se o Paleolítico Inferior. Um ecossistema de savana prevaleceu pela Eurásia e toda a África, exceto a África central. Durante essa época, o gênero Homo caçava pelas savanas e desenvolveu uma dependência de ferramentas. Por volta de há 5 milhões de anos, a frequência dos ciclos diminuiu e a amplitude cresceu, repetidamente congelando no norte por longos períodos e perturbando a maior parte das savanas. Durante essa época, humanos e suas tecnologias mudavam mais rapidamente, sugerindo uma correlação, mas o assunto ainda é muito teórico e especulativo. (Figura em inglês)

Em 1859, Jens Jacob Worsaae propôs pela primeira vez uma divisão da Idade da Pedra em uma parte antiga e outra nova, baseada em seu trabalho com sambaquis dinamarqueses que começaram em 1851. Nas décadas seguintes, essa simples distinção desenvolveu-se nos períodos arqueológicos que existem hoje. As grandes subdivisões da Idade da Pedra de três idades passam pelas fronteiras de duas épocas geológicas na escala de tempo geológico:
- A transição geológica Plioceno—Pleistoceno (clima altamente glacial)
  - O período Paleolítico da arqueologia
- A transição geológica Pleistoceno—Holoceno (clima moderno)
  - período Mesolítico ou Epipaleolítico da arqueologia
  - período Neolítico da arqueologia

A sucessão dessas fases varia muito de uma região (e cultura) para outra.

### Cronologia das três idades
O Paleolítico ou Palaeolítico (do grego: παλαιός, palaios, velho; e λίθος, lithos, "pedra" lit. "pedra velha", cunhado pelo arqueólogo John Lubbock e publicado em 1865) é a divisão mais antiga da Idade da Pedra. Ela cobre a maior porção do tempo da humanidade (cerca de 99% da "história tecnológica humana", em que "humano" e "humanidade" são interpretados para significar o gênero Homo), abrangendo de 2,5 ou 2,6 milhões de anos, com o primeiro uso documentado de ferramentas de pedra por homininas como os Homo habilis, no fim do Pleistoceno, por volta de 10 mil a.C.. A era paleolítica terminou com o Mesolítico, ou em áreas com revolução neolítica, com o Epipaleolítico.

#### Paleolítico Inferior

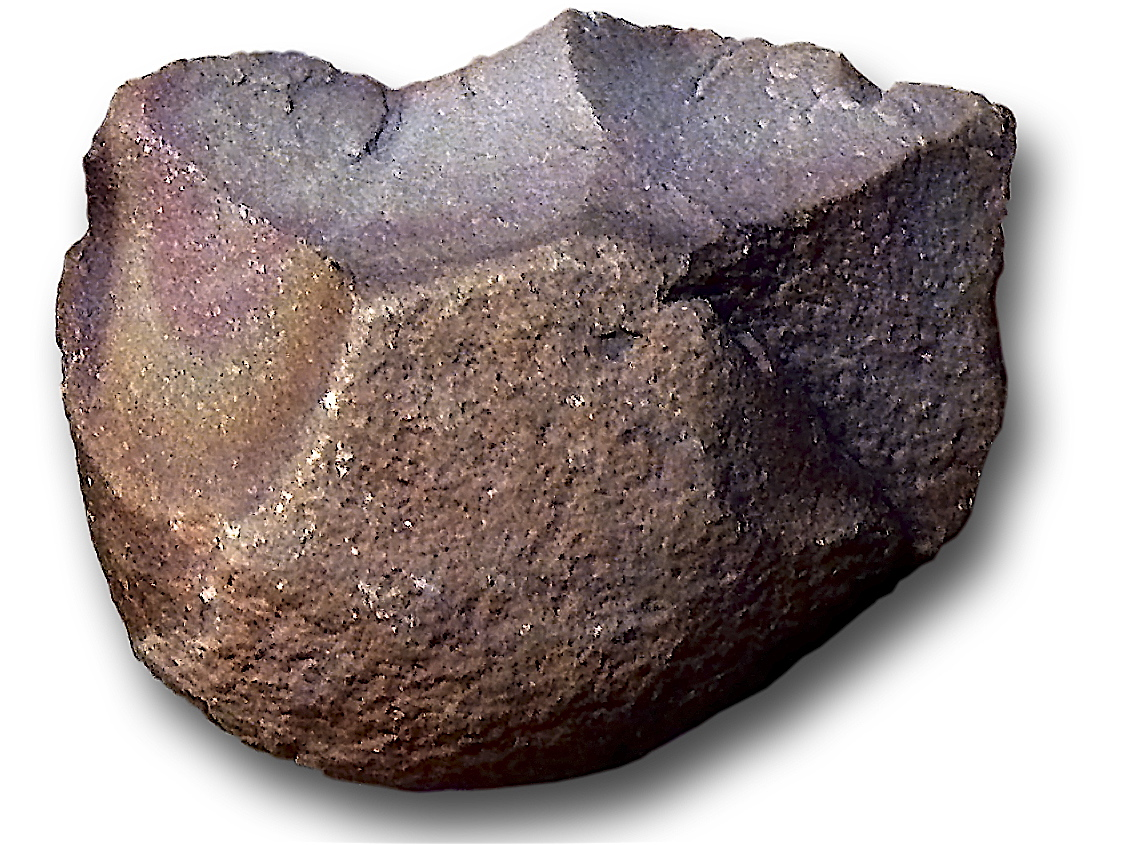
Essa é uma ferramenta de pedra do modo 1, ou Oldowan, do Saara ocidental. No Sistema de três idades, ele pertence ao Paleolítico Inferior. No Sistema de três estágios ele pertence à Idade da Pedra Inicial. Como o local de origem é o norte da África, o arqueólogo poderia escolher, mas nesse caso, o argumento é inteiramente semântico, baseado apenas em uma distinção verbal. Na África, o Paleolítico Inferior é a Idade da Pedra Inicial e eles são idênticos.

O Paleolítico Inferior começou na África. No seu final de sua fase africana, ele se propagou para a Eurásia, onde ele permaneceu por muito tempo depois de seu término na África. Por toda a sua extensão, o Paleolítico Inferior na Eurásia pode ser contemporâneo com o Médio e o Superior em regiões onde ele existia mas foi ultrapassado.

##### Olduvaiense na África
As ferramentas de pedra mais antigas documentadas foram encontradas na África Oriental, com fabricantes desconhecidos. Elas pertenciam a uma cultura hoje conhecida como Olduvaiense, na Garganta de Olduvai, na Tanzânia; entretanto, sítios na Etiópia mais tarde provaram que as peças eram mais antigas.
As ferramentas eram formadas batendo peças de pedregulhos do rio, ou pedras parecidas, com um martelo de pedra para obter pedaços grandes e pequenos com uma ou mais pontas afiadas. A pedra original é chamada de núcleo; as peças resultantes, de lascas. Normalmente, mas não necessariamente, pedaços pequenos são tirados de um pedaço maior, caso em que a o pedaço maior pode ser chamado de núcleo lítico e os pedaços pequenos de lascas. Na linguagem predominante, no entanto, é normal chamar todos os pedaços resultantes de lascas, o que pode ser confuso. Uma divisão ao meio é chamada de descamação bipolar.
Consequentemente, o método muitas vezes é chamado de "núcleo e lascas". Como as lascas eram relativamente pequenas comparadas com as posteriores ferramentas acheulianas, a tradição mais recentemente tem sido chamada de "pequenos flocos": 
"A essência do olduvaiense é a confecção e frequentemente o uso imediato de pequenas lascas."
Outro esquema de noemação é a "Pebble Core Technology (PBC) (Tecnologia de Núcleo de Seixo):"
"Núcleos de seixo são … artefatos que foram moldados por diversos tipos de martelos."
Vários melhoramentos na forma foram chamados de trituradores, discoides, poliedros, subesferóides, etc.. Entretanto, eles não foram construídos à toa.
O ponto central de sua utilidade é que cada uma é uma "rocha com ponta afiada", em locais onde a natureza não forneceu esse tipo de material. Há evidências adicionais que as ferramentas do Olduvaiense, ou Modo 1, foram utilizadas como "tecnologia de percussão"; isto é, eles foram concebidos para serem segurados pela extremidade e atacar algo com a ponta, cujo uso eles deram o nome de triturador. A ciência moderna conseguiu detectar células hemácias de mamíferos em ferramentas do Modo 1 em Sterkfontein, Membro 5 Leste, na África do Sul. Como o sangue deve ter vindo de uma morte fresca, os usuários da ferramentas provavelmente a utilizaram para abate. Resíduos de plantas grudados no silício de algumas ferramentas confirmam o uso na trituração de plantas.
Apesar de atualmente a autoria das ferramentas permanecer desconhecida, as ferramentas do Modo 1 na África foram construídas e usadas predominantemente pelo Homo habilis. Não é possível dizer que eles desenvolveram essas ferramentas ou contribuíram com a tradição desta tecnologia. Eles continuaram a tradição de uma ainda desconhecida origem. Como os chimpanzés algumas vezes usam naturalmente a percussão para extrair ou preparar comida no ambiente selvagem e pode usar pedras naturais ou em pedaços, criando uma ferramenta olduvaiense, a tradição pode ser muito mais antiga do que os registros atuais indicam.
No fim do Olduvaiense na África, uma nova espécie apareceu na faixa do Homo habilis: o Homo erectus. A evidência mais antiga é um crânio inteiro, KNM-ER 3733 (um identificador de descoberta), de Koobi Fora, no Quênia, datado de há 1,78 milhões de anos. Um fragmento de osso antigo, KNM-ER 2598, datado de há 1,9 milhões de anos é também considerado um bom candidato. Transições na paleoantropologia são sempre difíceis de se encontrar, quando não impossível, mas baseado na morfologia "com pernas longas" compartilhada pelo H. habilis e H. rudolfensis no leste da África, sugeriu-se uma evolução a partir desses dois.
A causa mais imediata para os novos ajustes parece ser um aumento da aridez na região e a conseqüente contração dos campos de savana, intercalados com árvores e bosques, que favoreciam campos abertos, datado de há 1,8 a 1,7 milhões de anos. Durante esse período de transição, a porcentagem de herbívoros entre as espécies de fósseis aumentou de 15-25% para 45%, dispersando as fontes de alimento e exigindo uma maior capacidade dos caçadores para viajar distâncias mais longas com conforto, o que o H. erectus obviamente tinha. A prova essencial é a "dispersão" do H. erectus "por grande parte da África e da Ásia, substancialmente antes do desenvolvimento da tecnologia do Modo 2 e o uso do fogo...." H. erectus levou as ferramentas do Modo 1 para a Eurásia.
De acordo com as evidências atuais (que podem ser mudadas a qualquer hora), as ferramentas do Modo 1 são documentadas de há cerca de 2,6 milhões de anos a 1,5 milhões de anos na África, e a 0,5 milhões de anos para fora dele. O gênero Homo é conhecido pelo H. habilis e H. rudolfensis de há 2,3-2,0 milhões de anos, com os últimos habilis com uma mandíbula superior de Koobi Fora, Quênia, de há 1,4 milhões de anos. O H. erectus é datado de há 1,8-0,6 milhões de anos.
De acordo com esta cronologia, o Modo 1 foi herdado pelo Homo de hominídeos desconhecidos, provavelmente o Australopithecus e Paranthropus, que devem ter continuado com o Modo 1 e depois com o Modo 2 até sua extinção, o mais tardar há 1,1 milhões de anos. Enquanto isso, os H. habilis viviam contemporaneamente nas mesmas regiões e herdaram as ferramentas por volta de há 2,3 milhões de anos. Por volta de há 1,9 milhões de anos, o H. erectus apareceu e viveu na mesma época que os outros. O Modo 1 era, agora, compartilhado por um grande número de hominídeos sobre as mesmas faixas, presumindo-se que existiram em diferentes nichos, apesar de arqueologia não ser precisa o suficiente para dizer isto.

##### Olduvaiense fora da África
As ferramentas da tradição olduvaiense chamaram a atenção dos arqueólogos pela primeira vez na Europa, onde, sendo intrusivo e não bem definido, comparado ao Achelense, elas eram intrigantes. O mistério seria elucidado pela arqueologia africana em Olduvai, mas enquanto isso, no começo do século XX, o termo "Pré-achelense" passou a ser usado na climatologia. C.E.P, Brooks, um climatologista britânico trabalhando nos Estados Unidos, usou o termo para descrever uma "pedra calcária de barro" embaixo de uma camada de cascalho em Hoxne, centro da Inglaterra, onde ferramentas achelenses foram encontradas. Não se sabia se seriam encontradas quaisquer ferramentas no local e de quais tipos eram. Hugo Obermaier, um arqueólogo alemão contemporâneo trabalhando na Espanha afirmou que não era possível identificar a qual estágio do desenvolvimento humano correspondiam os depósitos descobertos, exceto que eram pré-achelenses. Essa incerteza foi esclarecida por escavações posteriores em Olduvai; no entanto, o termo continua em uso para contextos pré-achelenses, principalmente pela Eurásia, que são ainda indeterminados ou incertos mas sabendo-se que eles são ou passarão a ser ferramentas de pedra.
Existem amplas associações do Modo 2 com o H. erectus na Eurásia. Associações H. erectus — Modo 1 são escassas mas existem, especialmente no Extremo Leste. Uma grande evidência impede a conclusão que apenas o H. erectus alcançou a Eurásia: em Yiron, Israel, foram encontradas ferramentas do Modo 1 datadas de h+a 2,4 milhões de anos, cerca de 500 mil anos antes que as descobertas conhecidas do H. erectus. Se a data estiver correta, outro hominídeo precedeu o H. erectus fora da África ou o H. erectus mais antigo ainda não foi encontrado.